# David Teniers il Vecchio
David Teniers il Vecchio (Anversa, 1582 – 1649) è stato un pittore fiammingo.

## Biografia
Riceve i primi insegnamenti pittorici dal fratello Juliaen, studiando poi sotto Rubens ad Anversa; a Roma fu allievo di Adam Elsheimer, e nel 1606 entrò a far parte della Corporazione di San Luca di Anversa.
Si cimenta in grandi composizioni religiose, mitologiche e storiche, mentre la sua fama si deve principalmente alle scene di paesaggi e gruppi di persone, spesso confuse con le opere del figlio David.